# Alexandru Esaulenco
Alexandru Esaulenco (n. 23 septembrie 1977, Chișinău, RSS Moldovenească, URSS) este un jurist moldovean care a îndeplinit funcția de Director al Serviciului de Informații și Securitate al Republicii Moldova. 

## Biografie
A fost numit în funcția de director al Serviciului de Informații și Securitate al Republicii Moldova de către Parlamentul Republicii Moldova la 25 iunie 2019. La 16 martie 2020, prin Decretul Președintelui Republicii Moldova nr.1511 i-a fost conferit gradul special de general-maior al Serviciului de Informații.
În perioada 1999 – 2019 a deținut diverse funcții în cadrul Serviciului de Informații și Securitate al R. Moldova, inclusiv și funcția de director adjunct al instituției, începând cu luna noiembrie 2018. Arhivat în 20 octombrie 2021, la Wayback Machine.
În anul 1999 a absolvit Universitatea Liberă Internațională din Moldova, Facultatea de Drept, specialitatea Drept penal.
Este căsătorit și are 3 copii.